# Александар
Александар (грч. Αλέξανδρος) је мушко име грчког порекла. На грчком језику значи „заштитник људи”. Гради се од речи alexein што значи „бранити, заштитник”, и andros, што значи „човек”. Женски облик имена је Александра. Име је највероватније настало и користило се као један од епитета за грчку богињу Херу, жену Зевсову — „заштитницу људи”. Једно је од најстаријих имена које је још увек у употреби.

## Различити језици
Појављује се у разним народима и језицима,
првобитно као
Александрос (грч: Αλέξανδρος) и
Александер (лат: Alexander).
У већини европских језика је то углавном Александер
(дан: Alexander,
енг: Alexander,
нем: Alexander,
хол: Alexander,
швед: Alexander),
пољ: Aleksander,
сло: Alexander,
сло: Aleksander,
али се појављује и као
Алехандро (шпа: Alejandro) код Шпанаца,
Алесандро (ита: Alessandro) код Италијана, и
Александрелекс (фран: Alexandrelex) код Француза.
Једино код Финаца је
Алексантери (фин: Aleksanteri), а код Мађара
Шандор (мађ: Sándor).
Код Словена је
Александр код Руса и Чеха (рус: Александр,
чеш: Alexandr) и
Александар код Срба (срп: Александар ).
У исламском свету је добио другачији облик:
Скендер код Албанаца (алб: Skender),
Искендер код Турака (тур: Iskender), и
Ал Искандар код Арапа (арап: Äl-Iskändär).

## Варијације имена
Варијације имена:
- код Руса: Сања, Саша.
- код Срба: Алекса, Алексеј, Аца, Ацо, Лека, Леко, Лекса, Лесандро[2]
- код Енглеза: Ал, Алек, Алекс, Алистер и Зандер.
- код Мађара: Алекса и Шандор.
- код Италијана: Сандро.
- код Француза: Aлехандре (Alexandre), Алекс (Alex)

## Име Александар
По Александру Македонском су и многи велики градови добијали своје име, а међу њима је свакако најпознатији Александрија, град у Египту кога је основао сам Александар Велики, а који је најпознатији по чувеном Александријском светионику, и по Александријској библиотеци. И многи други градови у Европи и Азији су носили име Александрија: како је Александар Македонски освајао нове територије, тако је главним градовима својих придодатих покрајина давао име Александрија. Та имена се ипак нису задржала.
Име Александар појављује се још у грчкој митологији носи син тројанског краља Пријама, историји познатији као Парис. У историји најпознатији Александар је свакако Александар Македонски, македонски цар, који је ово име и прославио, и по коме су касније многи владари добијали своје име.
Име Александар носили су многи краљеви и цареви: грчки (1), македонски (4), руски (3), шкотски (3), српски (2), југословенски (1), бугарски (1) и пољски (1).
У хришћанској хијерархији је Александар било често име. Канонизовани свеци православне цркве који носе име Александар су: Александар Словен, Александар Солунски, Свети Александар и Александар Невски. Такође, и осморица католичких папа је носило то име:
папа Александар I,
папа Александар II,
папа Александар III,
папа Александар IV,
папа Александар V,
папа Александар VI,
папа Александар VII, и
папа Александар VIII.
Александар је име које се јавља у обе новије српске династије, и код Обреновића и код Карађорђевића. Та чињеница утицала је на то да име Александар добије епитет „краљевског имена”, због чега су многе српске породице својим синовима надевале име Александар.

## Имендани
У неким земљама се веома много придаје значај личном имену и обичај је да се прославља имендан на дан свеца по коме је особа добила име. Тако свака особа у току године два пута приређује славље у своје име: рођендан и имендан. Негде има и више имена него дана у години, па се неким данима славе по два или више имендана.
Грци обележавају имендан за Александра сваког 30. августа. Код Мађара се имендан за име Александар обележава 3 пута годишње: Шандор 26. фебруара, Алекса (и Александра) 18. марта, и опет Шандор 3. маја.

### Презимена
Појављују се и презимена са основом „Александар” у већини европских језика и народа. Тако имамо презиме Александер (енгл. Alexander) у Уједињеном Краљевству, Александреску (рум. Alexandrescu) у Румунији, Алексис (Alexis) у Немачкој и Француској, Макалистер у Шкотској, итд.
У Србији постоје презимена Александровић, као и Лекић.

### Топографија
Најпознатији град који носи име неког Александра је свакако град Александрија у Египту.
У Србији постоје и град Александровац и истоимена општина, као и неколико села:
Александровац код Бабушнице,
Александровац код Жабара,
Александровац код Неготина.
У Македонији, од децембра 2006. Скопски аеродром носи име „Александар Велики”.

### Почасни надимак
Албански национални херој Ђурађ Кастриот, добио је своје звање Скендербег тако што су му Турци дали то име указавши му част поређењем са Александром Великим због његових војних успеха. За његове војне заслуге на страни Османског царства, од Турака је добио звање Искандер бег, Арнаут, поредивши његово ратничко умеће са умећем Александра Великог.

## Популарна култура
Године 2004. снимљен је и филм Александар, по сценарију Оливера Стоуна, а који говори о животу Александра Македонског.

### Грци
- цар Александар, византијски цар, византијски цар.
- краљ Александар Грчки, грчки краљ.

### Антички Македонци
- краљ Александар I Македонски, македонски краљ.
- краљ Александар II Македонски, македонски краљ.
- цар Александар Велики (356. п. н. е. — 323. п. н. е.), македонски цар.
- краљ Александар IV Македонски, македонски краљ.

### Руси
- свети Александар Невски (1220—1263), руски светитељ.
- цар Александар I Романов (1777—1825), руски цар династије Романов, владао од 1801. до 1825.
- Александар Пушкин (1799—1837), руски књижевник.
- цар Александар II Романов (1818—1881), цар Русије и краљ Пољске од 1855. до 1881.
- Александар Аљехин (1892—1946), руски шахиста и светски шампион у шаху.
- цар Александар III Александрович (1845—1894), руски цар од 1881. до 1894.
- Александар Василевски министар одбране, врховни војни заповедник Сибира 1945. године, маршал Совјетског Савеза.
- Александар Бородин, руски композитор.
- Александар Васиљевич Суворов, руски војсковођа.
- Александар Николајевич Лодигин, совјетски проналазач.
- Александар Александрович Блок, руски песник.
- Александар Солжењицин, руски књижевник.

### Срби
- кнез Александар Карађорђевић (1806—1885), Карађорђев син, кнез Србије од 1842. до 1858.
- краљ Александар Обреновић (1876—1903), српски краљ.
- краљ Александар I Карађорђевић (1888—1934), краљ Југославије од 1921. до 1934.
- принц Александар Карађорђевић (р. 1945.), тренутни старешина династије Карађорђевић
- Александар Леко, српски хемичар.
- Александар Ђорђевић, српски архитекта.
- Александар Ђорђевић, српски глумац.
- Александар Ђорђевић, српски кошаркаш.
- Александар Јовановић, српски математичар.
- Александар Борисављевић, српски економиста.
- Александар Берчек, српски глумац.
- Александар Маричић, српски академик.
- Александар Лифка, оснивач првог биоскопа у Југославији.
- Александар Илић, српски певач.
- Александар Ранковић, српски политичар.

### Шкоти
- Александар Бел (1847—1922), шкотски научник, проналазач, и изумитељ телефона.
- Александар Флеминг (1881—1955), шкотски бактериолог.
- краљ Александар I Шкотски, шкотски краљ.
- краљ Александар II Шкотски, шкотски краљ.
- краљ Александар III Шкотски, шкотски краљ.
- сер Александар Макензи, шкотски племић и истраживач.

### Французи
- Александар Дима отац, француски књижевник.
- Александар Дима, француски књижевник.

### Албанци
- Ђурађ Кастриот Скендербег (1405—1468), албански национални херој.
- др Скендер Дестани, лидер Демократске уније долине (ДУД)

### Босански муслимани
- Скендер Куленовић (1910—1978), босански књижевник.
- Скендер Бајровић (р. 1955), сликар.

### Остали
- Александар Пољски, пољски краљ.
- Александар I, бугарски цар, бугарски цар.
- Александар Север
- Александар Христовски
- Александар Тишма
- Александар Балас
- Александар Јагеловић
- Александар Јарославић Невски
- Александар I Епирски
- Александар II Епирски
- Александар Батенбург
- Александар Етолски
- Александар Халески